# Catedral de San Jorge (Saskatoon)
La Catedral de San Jorge (en inglés: Cathedral of St. George) fue diseñada por el arquitecto y Reverendo Philip Ruh , O.M.I. en 1923.Se encuentra en Pleasant Hill , en la localidad de Saskatoon, provincia de Saskatchewan, Canadá y es la sede episcopal del obispo de la eparquía de Saskatoon.
La reunión para la organización de la Parroquia Católica Ucraniana de San Jorge tuvo lugar el 29 de septiembre de 1912 en el que fue elegido el primer dirigente. En el mismo año 40 personas se registraron como inscritas.
La construcción de la iglesia actual, la segunda iglesia de la parroquia, se inició en 1939 y se terminó en 1943. La iglesia es una estructura grande que se encuentra en un alto estructura de hormigón que mide 104 x 90 pies (27 m) ; con (9,1 m) de ancho.